# Myrcia lacunosa
Myrcia lacunosa är en myrtenväxtart som först beskrevs av Otto Karl Berg, och fick sitt nu gällande namn av Nelson Jorge E. Silveira. Myrcia lacunosa ingår i släktet Myrcia och familjen myrtenväxter. Inga underarter finns listade i Catalogue of Life.